# 中国青年军人联合会
中国青年军人联合会，简称青年军人联合会、青军会，是第一次国内革命战争时期以黄埔军校内中国共产党党员、共青团员、左派学生为核心的革命团体。